# إنهاء السلسلة

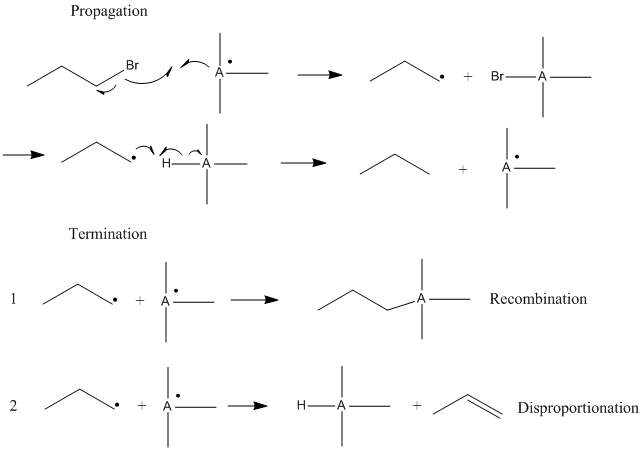

اٍنهاء سلسلة (بالإنجليزية: Chain termination)‏ هي أي تفاعل كيميائي يتسبب في تشكيل 	مُتَوَسِّط تفاعلي (Reactive intermediate) ضمن سلسلة الإكثار (chain propagation) في سير البلمرة ويؤدي بفعالية إلى التوقف.